# Ruttersdorf (Ruttersdorf-Lotschen)
Ruttersdorf ist ein Teil der Gemeinde Ruttersdorf-Lotschen im Saale-Holzland-Kreis in Thüringen.

## Lage
Ruttersdorf liegt nordwestlich von Stadtroda und nördlich der Bundesautobahn 4 in einem kleinen nach Westen abfallenden Tal. Die Landesstraße 2315 von Hermsdorf nach Stadtroda führt durch das Dorf. Um die Gemarkung befinden sich Waldflächen.

## Geschichte
Der Name Ruttersdorf wird erstmals durch die Erwähnung eines Reinboto de Rothardestorp im Jahre 1216 belegt. Es ist sehr wahrscheinlich, dass sich selbiger nach dem Ort bei Stadtroda benannte, in dem er wohl einen Lehnsitz hatte. Der Inhalt der Urkunde und einer weiteren 1227 verfassten Urkunden mit der Nennung von Reinboto de Rutardesdorf lassen dies glaubhaft erscheinen. Der Ort selbst wird erstmals 1349/50 urkundlich erwähnt.
1636 wurde die Dorfkirche Ruttersdorf errichtet. Von 1873 bis 1876 wurde im Zeitzgrund ein Abschnitt der Bahnstrecke Weimar–Gera errichtet. 1909 erhielt der Ort elektrischen Strom, 1930 Anschluss an die öffentliche Wasserversorgung. Am 13. April 1945 rückten zum Ende des Zweiten Weltkrieges US-amerikanische Soldaten in Ruttersdorf ein. Nach deren Abzug lag der Ort in der Sowjetischen Besatzungszone und ab 1949 in der DDR. Am 1. Juli 1950 schloss sich Ruttersdorf mit dem kleineren Nachbarort Lotschen zur Gemeinde Ruttersdorf-Lotschen zusammen. 21 landwirtschaftliche Betriebe des Ortes wurden 1960 zur LPG “Buntsandstein” mit 1442 ha Nutzfläche kollektiviert. Nach der Wende wurde im Jahr 1992 am Ortsrand ein Gewerbegebiet erschlossen. Anfang 2017 lebten 271 Personen im Ort.

## Sehenswürdigkeiten

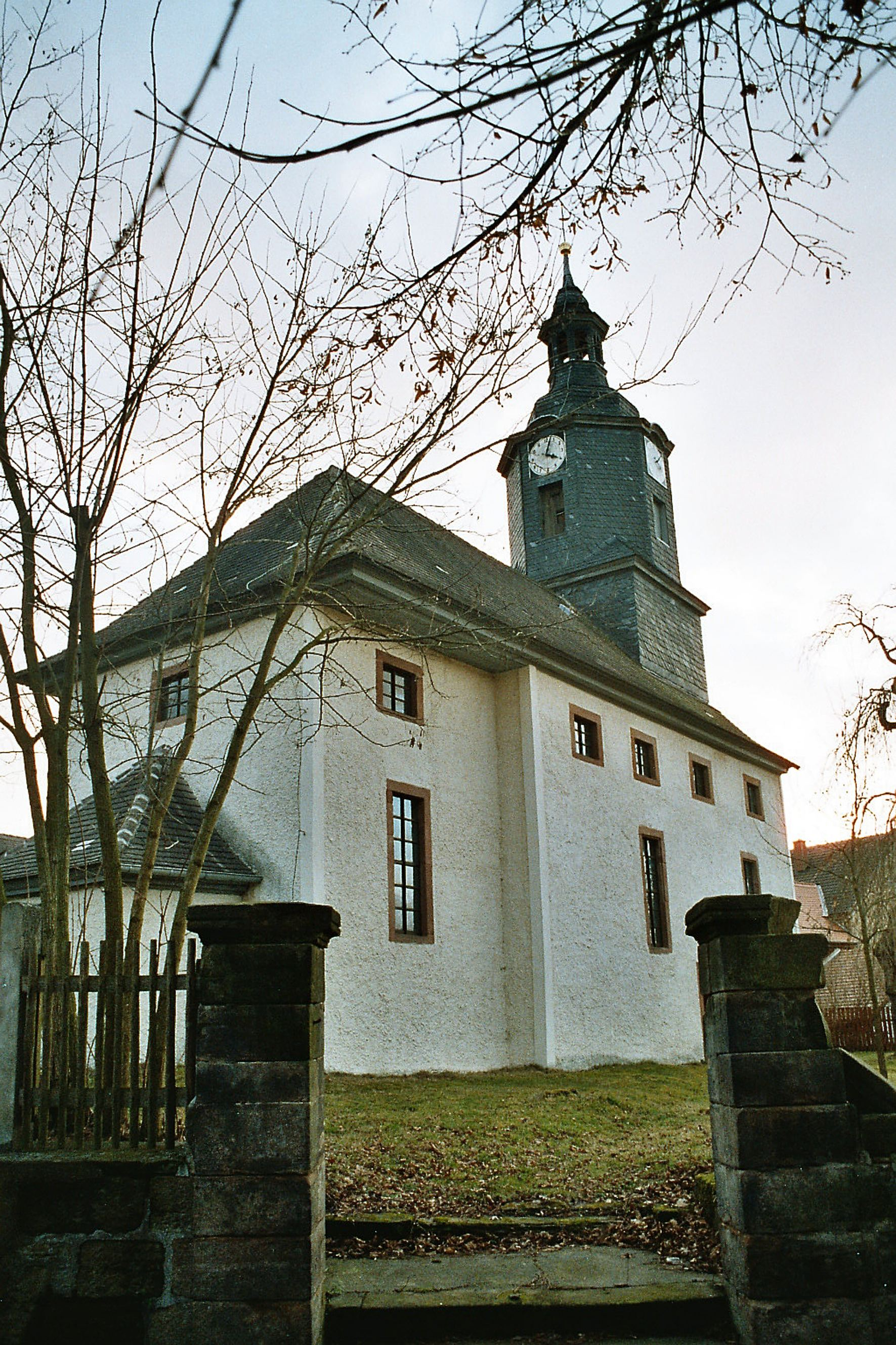
Dorfkirche Ruttersdorf

- Dorfkirche Ruttersdorf